# Aeropuerto Internacional Juan Mendoza
El Aeropuerto Internacional Teniente Coronel Juan Mendoza y Nernuldez o Aeropuerto Internacional de Oruro es un aeropuerto de la ciudad de Oruro en Bolivia, localizado a 5 km al este de la ciudad. Fue inaugurado en 1942 y en 2013 reinició sus operaciones oficiales luego de realizar una ampliación a la pista y terminal antigua, con vuelos comerciales. Su código ICAO es SLOR y le código IATA es ORU. El aeródromo lleva el nombre de Tcnl. Juan Mendoza y Nernuldez en homenaje al primer piloto aéreo boliviano.
El aeropuerto se ubica a una elevación de 3.702 m s. n. m. y cuenta con dos pistas de aterrizaje, 18/36 que tiene una extensión de 4.000 metros por 45 de ancho y la pista 09/27 midiendo 1.867 por 37 metros.

## Historia

### Primer Aeródromo de Bolivia
Cuando el orureño Juan Mendoza, llegó exitosamente a Oruro desde Poopó el 19 de noviembre de 1921, se marcó el hito inicial del desarrollo de las fuerzas aéreas del país, así como el inicio de la aviación comercial. Desde entonces se fueron implementando las primeras pistas, principalmente en Oruro, y posteriormente en diferentes ciudades del interior.
Si bien es conocida ampliamente la llegada del heroico Mendoza, se han estudiado muy poco las condiciones técnicas del primer aeródromo donde aterrizó; respondiendo esta incógnita es necesario aclarar que fue en la aislada zona de Papel Pampa (actual Metabol y Avenida España), donde en una polvorienta pista el Coronel Meredia Villarreal Illanes estableció una pista de 500 metros de largo. En 1922, Villarreal proyectó el primer hangar para cobijar el avión de Juan Mendoza (un FIAT R.2 de fabricación italiana bautizado "Cobija") y un mejorado aeródromo, producto de la donación de 200 hectáreas de terreno de la Empresa Minera "Santo Cristo" y del industrial minero Cornelius F. Gundlach, iniciándose con esa infraestructura establecida en la zona Sur de nuestra ciudad, el establecimiento de la Escuela Militar de Avión.
El "Comité Pro Aviación de Oruro" interpretando la voluntad unánime del pueblo orureño, en el que existía ansiedad por el éxito del intrépido compatriota, invirtió el total de aquellos fondos para construir el "primer hangar aéreo" además de "implementar una pista de aterrizaje", naciendo con ello las bases del Aeropuerto orureño. Del informe prefectural de 1921, rescatamos lo siguiente:
"Como se carecía de un hangar en que pudiera alojarse el aparato que traerá Mendoza, y siendo un local de esta naturaleza esencial para el fomento de la aviación, el Comité, con un criterio que ha sido aplaudido por todos, determinó construirlo, invirtiendo para ello, la totalidad del dinero existente en tesorería." "Se ha adelantado las gestiones del caso y la Prefectura ha conseguido la cesión gratuita por parte de los Sres. Cornelius F. Gundlach y por la Empresa Minera Santo Cristo de doscientas hectáreas de terreno apropiado para aquel objeto… siguiendo las indicaciones del Ingeniero Teniente Coronel Meredia Villarreal, expresamente mandado para el efecto por el Sr. Ministro de la Guerra".
Esos son pues los antecedentes de nuestro aeropuerto, que en un principio se llamaba "aeródromo", y que seguramente consistía no más que en un bien nivelado terreno, libre de obstáculos naturales, con dominio conocido de los vientos y con una longitud proporcional para el aterrizaje y despegue del avión.

### Primeros vuelos comerciales
El 5 de agosto de 1925, gracias a la iniciativa de la colonia alemana en Bolivia, se adquirieron los primeros aviones "Junkers" iniciándose con ello el establecimiento de la LAB en el país, al mando del piloto Noe Hartmann, desde Cochabamba a Oruro, logrando con ello el primer viaje interdepartamental, utilizándose el conocido aeródromo orureño, y siendo desde entonces el "nudo del comercio aéreo de la República", porque se apostaban desde entonces grandes cantidades de bienes, como de pasajeros que ingresaban o salían, vía Oruro.
Hacia el año 1930, el LAB-Oruro publicaba de esta manera sus próximos vuelos:
"En la mañana del domingo 6 del actual, se efectuarán vuelos locales. El número de vuelos está sujeto a demanda de pasajes, siendo necesario contar con cuatro pasajeros para cada vuelo. Para el orden de vuelos, se dará preferencia a los boletos adquiridos con Mayor anticipación. Tan luego haya llegado el avión de Cochabamba, que será entre horas ocho y treinta a nueve, empezarán los vuelos, aproximadamente hasta horas doce. Precio de pasaje por persona Bs.25. Agencia Lloyd Aéreo Boliviano – Oruro: Gsto. Hinke & Co."
Hacia el año 1934, el Lloyd Aéreo Boliviano inauguró para nuestra ciudad el servicio internacional al Puerto de Arica, vía ciudad de La Paz, pudiendo extenderse a partir de aquel puerto chileno mediante los servicios de la "Línea Aérea Nacional", servicio aéreo a las ciudades de Antofagasta y Santiago de Chile.
Desde el año 1925 la línea bandera boliviana "Lloyd Aéreo Boliviano-LAB", tenía una afluencia creciente de pasajeros a esta importante ciudad comercial, el LAB, tenía el absoluto monopolio del transporte nacional, con especial interés comercial en la ciudad de Oruro y bien asesorado por alemanes; y a partir de 1940 fue traspasada al asesoramiento de EE.UU, quien tomó literalmente, las riendas de la empresa.

### Construcción del aeropuerto internacional
La norteamericana "Pan American - Grace Airways. Inc.", integró a nuestra ciudad hacia el año 1937 en la ruta demonizada "El Internacional" programando magníficas escalas internacionales; disponiéndose de modernos aviones "Douglas" monoplanos de ala baja con una velocidad crucero de 290 kilómetros por hora, y con dos poderosos motores "Wright Cyclone" G-103 de 1000 HP cada uno, y con una capacidad de 21 pasajeros. El periódico "LA PATRIA" de julio de 1937 anuncia el vuelo:
"ORURO-Lima: 7 ½ horas. ORURO-Cristóbal: 1 día y 7 ½ horas. ORURO-EE.UU.: 2 días y 7 ½ h. ORURO-Jujuy: 5 h. ORURO-Córdoba: 1 día. ORURO-Bs.Aires: 1 día y 2 h. ORURO-Santiago de Chile: 1 día y 2 ½ h.".
Tal era la importancia estrategia geoeconómica de Oruro, en el continente, que la poderosa multinacional Panagra, aportó en fortalecer e internacionalizar los vuelos, por lo que se propuso construir un nuevo aeropuerto en la zona Este de Oruro, abandonando el aeródromo de Papel Pampa.
Inaugurándose en 1942 en la zona Vinto de la ciudad, la obra exclusiva de la Americana "Panam". Prueba física de ello es la existencia de una placa homenaje que se halla al Sur de la oficina principal, la misma reza:
"AEROPUERTO ENTREGADO AL SERVICIO DE AVIACIÓN COMERCIAL BAJO LOS AUSPICIOS DEL SR. MINISTRO DE DEFENSA GENERAL MIGUEL CANDIA Y PREFECTO SR. ALBERTO SARTI P. CONSTRUIDO POR CUENTA DE PANAMERICAN GRACE AIRWAYS INC. ORURO 1942"
Según un comentario del periódico "Noticias" la flamante construcción hacía alarde monumental de su arquitectura:
"El edificio es de líneas modernas y en sus interiores se ha dispuesto de moblaje, concitando las necesidades de la clientela. Cuenta con sus respectivas oficinas técnicas y las salas de espera para los pasajeros. Un hecho notable es que los aviones paran justamente delante de las puertas del edificio de manera que los pasajeros deben hacer un pequeño recorrido para tomar su ubicación en la máquina que ha de trasladarlos en horario record, a las ciudades del interior, vinculadas a las rutas aéreas o al extranjero. La pista de aterrizaje es otro alarde de técnica, puesto que la parte central de la pista está dotada de una gruesa capa de cemento, mientras que la pista alcanza a miles de metros cuadrados de terrenos especialmente adaptada para el decollaje y aterrizaje de las máquinas aéreas."

### Frustrada ampliación aeroportuaria
Hacia 1951, dado que el aeropuerto "Juan Mendoza" había quedado pequeño por la alta frecuencia de vuelos y crecientes actividades comerciales de Oruro, la Dirección de Obras Públicas, solicitó la construcción de una nueva pista en la zona de San Pedro, los estudios fueron realizados por técnicos del Panagra como de la Dirección General de Aeronáutica. Una vez establecida la zona, se determinó que el nuevo aeropuerto civil y militar, tenía que ser construido por la empresa "Macco Pan Pacific" de norteamericana, como informa el amplio reportaje:
"Propósito firme del Presidente de la República dijo ayer el Prefecto de Oruro entrevistado por LA PATRIA, dotar a Oruro de una pista amplísima, de acuerdo con la capacidad comercial, industrial y estratégica de la Capital. Para el efecto, prestará la ayuda necesaria, la que se está concretando, como se comprueba por la llegada de los técnicos que deben buscar el sitio más adecuado para construir la nueva pista. Al parecer, los estudios previos, han de ubicar el nuevo Aeropuerto en la parte Norte de la ciudad. Una firma constructora de crédito, la ‘Macco Pan Pacific’, está interesada en hacerse cargo de las obras en la pista en las cercanías de San Pedro, topográficamente favorecida y en situación más alta que la actual pista. Ésta sería entregada a la aviación militar y civil."
Sin embargo, la política nacional dio un giro inesperado, pues, sobrevino la Revolución del 1952, frustrándose este importante proyecto.

## Destinos y Aerolíneas
| Aerolíneas            | Destinos                            |
| --------------------- | ----------------------------------- |
| Boliviana de Aviación | Cochabamba, Santa Cruz de la Sierra |